# Râul Prăpastia
Râul Prăpastia este un afluent al râului Mereni. 

## Hărți
- Harta județului Brașov